# 市場交通

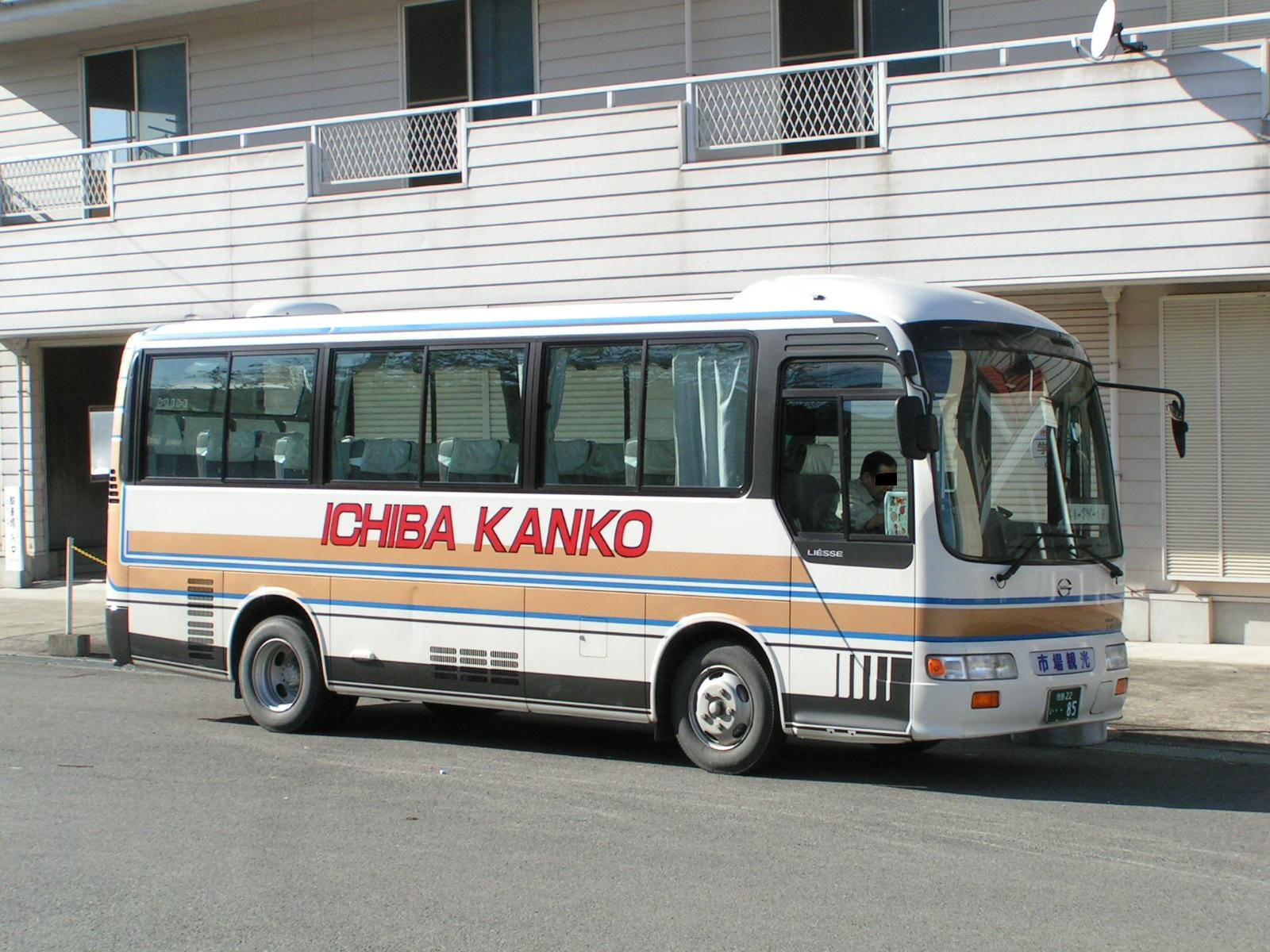
市場交通日野リエッセ現行塗色(徳島線学駅前にて)

有限会社市場交通（いちばこうつう）は、徳島県の阿波市を中心に営業する貸切バス・タクシー事業者。旧市場町に本社がある。

## 概要
もともとはタクシー会社であったが、路線バスの乗客減少に伴い、旧国鉄バスの市場町駅～学駅間と、徳島バスの市場～界目（さかいめ、旧市場町と香川県東かがわ市の県境。大川バス境目停留所と隣接）及び旧阿波町の土柱の路線を引き継ぎ、路線を合わせる形で、学駅～界目、学駅～土柱の2路線（2路線の分岐点である市場止め系統を含む）を運行していたが、2018年2月末限りで同じ阿波市市場町内にある八幡交通に運行が引き継がれた。（のちに廃止）
なお路線用の車両として日野・リエッセが使用されていた。

### かつて運航していた路線
- 市場学駅線（学駅～市場）
- 界目市場線（市場～界目）
- 市場土柱線（市場～土柱）

市場交通の路線は上記3系統を運行していたが、実際には学駅～市場～境目、学駅～市場～土柱という連続運行の形態を取っていた（一部便を除く。また学駅～市場止め便もあり）。1973年（昭和48年）4月1日に市場町（当時）から委託を受けた、旧道路運送法第21条による廃止代替バスとして許認可を得た。ダイヤは基本的にJR徳島線に接続したものとなっている。
2010年2月1日のダイヤ改正では、学駅～市場系統の1往復、学駅～二又系統の1往復を廃止した。
この改正以降、全便が阿波市による運行補助対象となっていた。
なお、八幡交通に引き継がれたあとも、基本的に系統は踏襲されていたが、2019年4月1日に路線は廃止され、市民向けデマンド交通に変わった。